# علي أحمد كرد
علي أحمد كرد (بالأردوية: على احمد كُرد)‏، هو محامٍ باكستاني كان رئيسًا لنقابة محامي المحكمة العليا في باكستان وهو عضو بارز في حركة المحامين، ومعارض للرئيس الباكستاني السابق برويز مشرف.